# Imprinting (genetyka)
Imprinting genomowy, rodzicielskie piętno genomowe, naznaczenie genetyczne − zjawisko epigenetyczne, polegające na różnym stopniu metylacji genów i metylacji histonów w komórkach jajowych i komórkach plemnikowych. Gen jest metylowany na allelu pochodzącym od jednego z rodziców. Nakładanie imprintingu zachodzi w czasie gametogenezy. Wtedy jest znoszony wzór metylacji odziedziczony po rodzicach i nakładany nowy, zależny od płci. Do zmetylowanego nukleotydu nie mogą się przyczepić czynniki transkrypcyjne, co powoduje wyciszenie genu. 
Zjawisko to pozwala zapobiegać partenogenezie, która jest możliwa u niewielkiej liczby gatunków (np. u pszczół) i powoduje zmniejszenie zmienności organizmów. Imprinting jest wynikiem konkurencji materiału genetycznego żeńskiego (przekazywanie genów, wychowanie potomstwa) i męskiego (odżywianie i rozwój zarodka). 
Gdy z zygoty u myszy, przed zlaniem się jąder komórkowych plemnika i komórki jajowej usuwa się przedjądrze męskie i wprowadza żeńskie, to zarodek zamiera na skutek niedorozwoju trofoblastu, a gdy usuwa się przedjądrze żeńskie i wprowadza męskie - zarodek zamiera na skutek niedorozwoju zarodka. 
Przykładowo imprintingowi ulegają geny Igf2 - gen na insulinopodobny czynnik wzrostu; oddziałuje głównie w macicy, ale niezmetylowany jest allel ojcowski oraz H19 - gen, który wycisza ekspresję Igf2 i ustala się równowaga w rozwoju zarodka między genomem męskim i żeńskim.

## Konsekwencje zaburzeń imprintingu
- zaśniad groniasty (nowotwór embrionalny; 2n pochodzi tylko od ojca, powstaje np. w wyniku polispermii, a materiał genetyczny od matki jest eliminowany);
- potworniak jajnika; 2n pochodzi tylko od matki, brak zapłodnienia, komórka jajowa włącza II ciałko kierunkowe;
- zespół Pradera-Williego i zespół Angelmana. Oba powstają w wyniku zaburzeń imprintingu fragmentu chromosomu 15 [15(q11q13)] - brak imprintingu ojcowskiego powoduje zespół Pradera-Williego, a brak imprintingu matczynego zespół Angelmana[1];
- zespół Beckwitha-Wiedemanna[2];

- guz Wilmsa.